# Nadia Porras
Nadia Cristina Porras Izquierdo (Coahuila, 7 de marzo de 1992) es una deportista mexicana que compitió en natación adaptada, especialista en los 50 m estilo libre, 100 m estilo libre, 200 m estilo libre y 50 m estilo dorso.
Fue parte del conjunto femenino de deportistas mexicanas que asistió a los Juegos Paralímpicos de Pekín 2008 donde quedó eliminada dentro de las rondas preliminares en las competencias que participó; adicionalmente, ha representado a su país en varios campeonatos nacionales e internacionales donde ha ganado varias preseas.
A nivel continental, participó en los Juegos Parapanamericanos de 2007 en Río de Janeiro donde recibió la medalla de plata en los 50 m estilo libre; por otro lado, en los Juegos Parapanamericanos de 2011 en Guadalajara, donde alcanzó la medalla de bronce en los 50 m estilo dorso categoría S5.
El 13 de agosto de 2007, Porras superó la plusmarca panamericana en los 50 m estilo libre femenino categoría S5 con un tiempo de 53s62 en Río de Janeiro; dos días después, superó la marca continental en los 200 m estilo libre femenino de la misma categoría con un cronómetraje de 3min52s86; el 17 de agosto, y en la misma ciudad, alcanzó el récord panamericano de los 50 m estilo dorso femenino categoría S5 con 58s75, mientras que un día después, superó nuevamente el registro panamericano, pero esta vez en los 100 m estilo libre en la categoría S5 cronometrando 1min51s04.